# 聂向庭
聂向庭（1937年3月—2023年1月4日），男，山西太谷人，中华人民共和国政治人物，山西农业大学原党委副书记、校长，山西省政协原副主席，中国民主同盟中央委员会原常务委员，第九、十届全国政协委员。